# Jacinta Boyd
Jacinta Boyd (ur. 2 października 1986) – australijska lekkoatletka, specjalizująca się w skoku w dal.

## Osiągnięcia
- 6. miejsce podczas mistrzostw świata juniorów (Kingston 2002)
- 9. lokata na mistrzostwach świata juniorów młodszych (Sherbrooke 2003)
- 4. miejsce w mistrzostwach świata juniorów (Grosseto 2004), podczas tych zawodów Boyd, razem z koleżankami z reprezentacji, zajęła także 5. miejsce w sztafecie 4 x 100 metrów
- 5. lokata na Uniwersjadzie (Belgrad 2009)
- wielokrotna mistrzyni kraju w różnych kategoriach wiekowych

Boyd należy do bardzo usportowionej rodziny, lekkoatletami byli jej rodzice: Denise – sprinterka i Ray – tyczkarz. Również rodzeństwo Australijki uprawia skok o tyczce: Alana (ur. 1984) oraz Matt (ur. 1988).

## Rekordy życiowe
- skok w dal - 6,64 (2006)
- bieg na 100 m – 11,49 (2010)